# Paul Russo
Paul Russo fou un pilot estatunidenc de curses automobilístiques nascut el 10 d'abril del 1914 a Kenosha, Wisconsin.
Russo va córrer esporàdicament a la Champ Car a les temporades 1940-1941, 1946-1954, 1956-1959 i 1962 incloent-hi la cursa de les 500 milles d'Indianapolis dels anys 1953-1957, 1959 i 1961-1962.
Paul Russo va morir el 13 de febrer del 1976 a Florida.

## Resultats a la Indy 500
| Any    | Cotxe  | Sortida | Vel. mitja | Ranking | Final  | Voltes | V. líder | Retirat      |
| ------ | ------ | ------- | ---------- | ------- | ------ | ------ | -------- | ------------ |
| 1940   | 38     | 29      | 120.809    | 29      | 28     | 48     | 0        | Pèrdua d'oli |
| 1941   | 45     | 18      | 125.217    | 5       | 9      | 200    | 0        | Va acabar    |
| 1946   | 10     | 2       | 126.183    | 4       | 33     | 16     | 0        | Accident     |
| 1947   | 15     | 21      | 123.967    | 8       | 28     | 24     | 0        | Accident     |
| 1948   | 25     | 25      | 122.595    | 29      | 32     | 7      | 0        | Pèrdua d'oli |
| 1949   | 19     | 19      | 129.487    | 5       | 8      | 200    | 0        | Va acabar    |
| 1950   | 7      | 19      | 130.790    | 18      | 9      | 135    | 0        | Va acabar    |
| 1953   | 7      | 17      | 136.219    | 16      | 25     | 89     | 0        | Magneto      |
| 1954   | 5      | 32      | 137.678    | 32      | 8      | 200    | 0        | Va acabar    |
| 1955*  | 10     | -       | -          | -       | 2      | ?      | ?        | Va acabar    |
| 1956   | 29     | 8       | 143.546    | 10      | 33     | 21     | 11       | Accident     |
| 1957   | 54     | 10      | 144.817    | 1       | 4      | 200    | 24       | Va acabar    |
| 1958   | 15     | 14      | 142.959    | 18      | 18     | 122    | 0        | Radiador     |
| 1959   | 45     | 27      | 142.383    | 22      | 9      | 200    | 0        | Va acabar    |
| 1962   | 62     | 14      | 146.687    | 20      | 28     | 20     | 0        | Pistó        |
| Totals | Totals | Totals  | Totals     | Totals  | Totals | 1482   | 35       |              |

| Curses       | 14 |
| Poles        | 0  |
| Voltes líder | 35 |
| Victòries    | 0  |
| Top 5        | 1  |
| Top 10       | 6  |
| Retirades    | 8  |

- (*) Cotxe compartit.

## A la F1
El Gran Premi d'Indianapolis 500 va formar part del calendari del campionat del món de la Fórmula 1 entre les temporades 1950 a la 1960.
Els pilots que competien a la Indy durant aquests anys també eren comptabilitats pel campionat de la F1.
Paul Russo va participar en 8 curses de F1, debutant al Gran Premi d'Indianapolis 500 del 1950.

### Palmarès a la F1
- Participacions: 8
- Poles: 0
- Voltes Ràpides: 1
- Victòries: 0
- Pòdiums: 1
- Punts vàlids per la F1: 8,5